# Racopilum
Racopilum là một chi rêu trong họ Racopilaceae.